# Lijst van voetbalinterlands Brazilië - Hongarije (vrouwen)
Deze lijst van voetbalinterlands is een overzicht van alle officiële voetbalinterlands tussen de nationale vrouwenteams van Brazilië en Hongarije. De landen hebben tot nu toe vijf keer tegen elkaar gespeeld.

## Wedstrijden
| № | Plaats                | Datum         | Competitie        | Wedstrijd            | Uitslag |
| - | --------------------- | ------------- | ----------------- | -------------------- | ------- |
| 1 | Águas de Lindóia      | 21 april 1996 | Vriendschappelijk | Brazilië − Hongarije | 6 − 1   |
| 2 | São Paulo             | 25 april 1996 | Vriendschappelijk | Brazilië − Hongarije | 3 − 0   |
| 3 | São Paulo             | 28 april 1996 | Vriendschappelijk | Brazilië − Hongarije | 2 − 0   |
| 4 | São Paulo             | 5 mei 1996    | Vriendschappelijk | Brazilië − Hongarije | 6 − 1   |
| 5 | San Pedro del Pinatar | 11 april 2022 | Vriendschappelijk | Brazilië − Hongarije | 3 − 1   |

## Samenvatting
| Competitie        | Totaal gespeeld | Winst Brazilië | Gelijk | Winst Hongarije | Doelsaldo Brazilië – Hongarije |
| ----------------- | --------------- | -------------- | ------ | --------------- | ------------------------------ |
| Vriendschappelijk | 5               | 5              | 0      | 0               | 20 − 3                         |
| Totaal            | 5               | 5              | 0      | 0               | 20 − 3                         |